# Трудолюбовка (Доманёвский район)
Трудолюбовка (укр. Трудолюбівка) — село в Доманёвском районе Николаевской области Украины.
Основано в 1918 году. Население по переписи 2001 года составляло 61 человек. Почтовый индекс — 56415. Телефонный код — 5152. Занимает площадь 0,453 км².

## Местный совет
56415, Николаевская обл., Доманёвский р-н, с. Счастливка, ул. Путевая, 17